# Marco Antonio Cuevas
Marco Antonio Cuevas Cruz nació en la ciudad de Antigua Guatemala el 18 de noviembre de 1933, hijo de Ángel Rafael Cuevas del Cid y María Soledad Cruz Sierra. Tuvo tres hermanos: Marta Cuevas del León, Rafael Cuevas del Cid y José Rodolfo Cuevas Cruz. Estudió en el Colegio de Infantes y en el Liceo Guatemala, de donde se graduó como abanderado. En 1955 representó a Guatemala en los segundos Juegos Panamericanos, donde obtuvo la medalla de oro en competencias de remo, junto con su equipo. 
Estudió ingeniería civil en la Universidad de San Carlos de Guatemala (USAC), época en la que trabajó en la Dirección General de Caminos y en el Instituto de Fomento de Obras Municipales (INFOM), en donde conoció al Ingeniero Raúl Aguilar Batres, gran precursor de la planificación en Guatemala, quien lo impulsó para que efectuara estudios de postgrado en planificación urbana, dirigido por la Universidad Yale, con sede en Lima, Perú, de 1960 a 1963.  A su regreso a Guatemala, en 1965, continuó trabajando en el INFOM como el primer graduado en Planificación Urbana en la historia de Guatemala. En esa época introdujo métodos de planificación urbana que fueron utilizados para hacer más efectiva la ejecución de la obra pública y creó el Centro de Estudios Urbanos y Regionales (CEUR) de la USAC, en donde fue profesor hasta 1978, año en que fue nombrado como el primer gerente de los Ferrocarriles de Guatemala después de su nacionalización durante el gobierno de Julio César Méndez Montenegro. 
Entre 1970 y 1994, junto a un equipo de profesionales, desarrolló varios planes maestros para las ciudades de Río de Janeiro (Brasil), Santa Cruz (Bolivia), San Pedro Sula (Honduras), Nairobi (Kenia) y Guatemala con el Plan de Ordenamiento Metropolitano (1972- 2000). En 1986, como parte de las actividades del Centro de Estudios Políticos (CEDEP), participó en la redacción de la nueva Constitución de Guatemala y, en ese mismo año, estuvo a cargo de la formación del nuevo sistema electoral, habiendo culminado con la primera elección de un gobierno civil durante el Conflicto Armado Interno. En los años 1960 se desempeñó como miembro de la Junta Directiva de la Facultad de Ingeniería de la USAC.  De 1990 a 2007 dirigió el desarrollo de varios proyectos de vivienda de bajo costo, habiendo introducido conceptos innovadores para su planificación y financiamiento. En esa misma época desarrolló el primer plan de desarrollo territorial del país. Falleció el 2 de febrero de 2009.
La Biblioteca Nacional de Guatemala inauguró en 2016 una sala especial que alberga la colección privada de los libros, sobre planificación urbana, de Marco Antonio Cuevas.